# رخصة شرعية
الرخصة في أصول الفقه مقابل العزيمة، لغة: السهولة وشرعا: «ما ثبت على خلاف دليل شرعي لمعارض راجح» أو ثبوت حكم لحالة تقتضيه مخالفة مقتضي دليل يعمها. أما ما ثبت على وفق الدليل؛ فإنه ليس برخصة، بل هو عزيمة. والعزيمة والرخصة وصفان للحكم الشرعي، يدخلان ضمن خطاب الوضع.

## تعريف
الرخصة ما ثبت على خلاف دليل شرعي لمعارض راجح. أو ثبوت حكم لحالة تقتضيه مخالفة مقتضي دليل يعمها.
1. وصف لحكم شرعي.
2. ثبت بدليل شرعي
3. ثبوتها بدليل راجح.
4. حصول معارض لحكم شرعي.

### الرخصة
ما ثبت على خلاف دليل شرعي؛ فهو الذي يسمى: رخصة.
مثل: إتمام عدد ركعات الصلاة المفروضة، بمعنى: الإتيان بعدد ركعاتها وفق الشرع، صلاة الفجر (ركعتان) والمغرب (ثلاث ركعات) والرباعية وهي: الظهر والعصر والعشاء، كل منها (أربع ركعات)، ويسمى هذا (عزيمة)؛ لأنه الأصل الثابت وفق الدليل الشرعي، والزيادة أو النقص في العدد: هو المخالف له، وإذا ثبت هذا المخالف للعزيمة بدليل شرعي راجح؛ فهو الذي يوصف بالرخصة، مثل: قصر الصلاة الرباعية، أي: نقصان عددها، والإتيان منها بركعتين، بدلا من أربع، فقصر الصلاة الرباعية: «رخصة» في السفر، عند استيفاء شروط القصر.

## الأخذ بالرخصة
تختلف أحكام الأخذ بالرخصة، باختلاف الأحوال، فلا يلزم الأخذ بها، ولا عدمه إلا لمسوغ، وأمر الشرع بشيء، أو نهيه عنه: هو عزيمة يلزم العمل بمقتضاها، ولا رخصة في ذلك إلا بمرخص، وإذا وجد المسوغ الشرعي للرخصة؛ فقد يكون الأخذ بها واجبا أو مستحبا أو جائزا مع ترجيح أفضلية الفعل أو الترك.

### حكم الرخصة
- الوجوب بمعنى: لزوم الأخذ بالرخصة، لسبب شرعي يقتضي ذلك، مثل:

1. الإفطار للمضطر في صيام رمضان، إذا خشي على نفسه الهلاك.
2. أكل الميتة للمضطر. فإنه واجب على الصحيح الذي عليه الأكثر؛ لأنه سبب لإحياء النفس، وما كان كذلك فهو واجب؛ لأن النفوس حق لله تعالى، وهي أمانة عند المكلفين، فيجب حفظها ليستوفي الله سبحانه وتعالى حقه منها بالعبادات والتكاليف، قال الله سبحانه وتعالى ﴿ولا تلقوا بأيديكم إلى التهلكة﴾ وقال تعالى: ﴿ولا تقتلوا أنفسكم﴾

جواز الأخذ بالرخصة عند وجود المسوغ الشرعي للرخصة، وانتفاء الموانع، مثل:
1. قصر المسافر الصلاة إذا اجتمعت الشروط، وانتفت الموانع.
2. الإفطار للمسافر والمريض في رمضان. فالأخذ بالرخصة جائز.
3. المسح على الخفين أو الجوربين في الوضوء بدلا من غسل الرجلين إلي الكعبين

- إباحة الأخذ بالرخصة مثل:

1. من أكره على كلمة الكفر.
2. بيع العرايا للحديث في ذلك.

ولا تكون الرخصة محرمة ولا مكروهة؛ لقول النبي صلى الله عليه وسلم «إن الله يحب أن تؤتى رخصه».